# Force terrestre d'autodéfense japonaise
 (octobre 2012).
Si vous disposez d'ouvrages ou d'articles de référence ou si vous connaissez des sites web de qualité traitant du thème abordé ici, merci de compléter l'article en donnant les références utiles à sa vérifiabilité et en les liant à la section « Notes et références ».
La Force terrestre d'autodéfense japonaise (陸上自衛隊, Rikujō Jieitai), fréquemment mentionnée sous le sigle JGSDF issu de la traduction anglaise de son appellation « Japan Ground Self-Defense Force », est l’armée de terre de facto des Forces japonaises d'autodéfense (les forces de police de jure[Quoi ?]), chargée de la défense sur terre du Japon. Cette armée a été formée avec l'ensemble des autres armes le 1er juillet 1954  à la suite de la dissolution de l'Armée impériale japonaise à l’issue de la Seconde Guerre mondiale.

## Histoire
À la suite de la défaite du Japon dans la Seconde Guerre mondiale, l'Armée impériale japonaise est dissoute par l’acceptation de la déclaration de Potsdam. La Constitution du Japon dispose en son article 9 que le « peuple japonais renonce pour toujours à la guerre en tant que droit souverain de la nation et à la menace ou l'usage de la force comme moyens de règlement des différends internationaux. »
Le 1er juillet 1954 , le Conseil national de sécurité a été réorganisé par l'Agence de défense, et la Force de sécurité nationale a été réorganisée pour donner la Force terrestre d'autodéfense japonaise, à la suite du vote de la loi de 1954 sur les forces d’autodéfense. Elle est équipée les premières années de matériel américain le temps que l'industrie de l'armement japonais ne recommence à produire du matériel de conception national.
Durant la période de la guerre froide, l'URSS est perçue comme la principale menace, ce qui a amené à une disposition des principales forces au nord de l'archipel japonais dont l'île d'Hokkaido.

### Post guerre froide
Dans les années 2010, la Corée du Nord et la république populaire de Chine sont considérées comme les menaces principales, ce qui conduit à redéployer les troupes sur les îles méridionales. Celles-ci devant perdre selon un plan de 2010 le tiers de ses chars (400 chars prévus) et les deux tiers de ces pièces d'artillerie (200 pièces prévus) et être plus mobile afin de permettre à ces dernières d’intervenir, le cas échéant, plus rapidement dans les zones où la souveraineté du Japon est contestée. En 2013, un nouveau gouvernement déclare que ces coupes dans les effectifs sont à reconsidérer.
Les troupes britanniques de l'Honorable Artillery Company (HAC) se sont exercées ensemble pour la première fois avec des soldats japonais à Oyama, dans la préfecture de Shizuoka, le 2 octobre 2018. C'était également la première fois dans l'histoire japonaise que des soldats étrangers autres que des Américains s'exerçaient sur le sol japonais. L'objectif était d'améliorer leur partenariat stratégique et leur coopération en matière de sécurité.
En 2019 le gouvernement japonais a approuvé la toute première expédition de la JSDF dans une opération de maintien de la paix qui n'est pas dirigée par les Nations unies. Des officiers de la JGSDF ont surveillé le cessez-le-feu entre Israël et l'Égypte au commandement de la Force multinationale et des observateurs dans la péninsule du Sinaï du 19 avril 2019 au 30 novembre 2021. Les forces japonaises participent également aux opérations anti-piraterie dans le golfe d'Aden au large de la Somalie, le Japon a envoyé des destroyers et des avions de patrouille P3C dans la mission anti-piraterie depuis 2009.

## Organisation

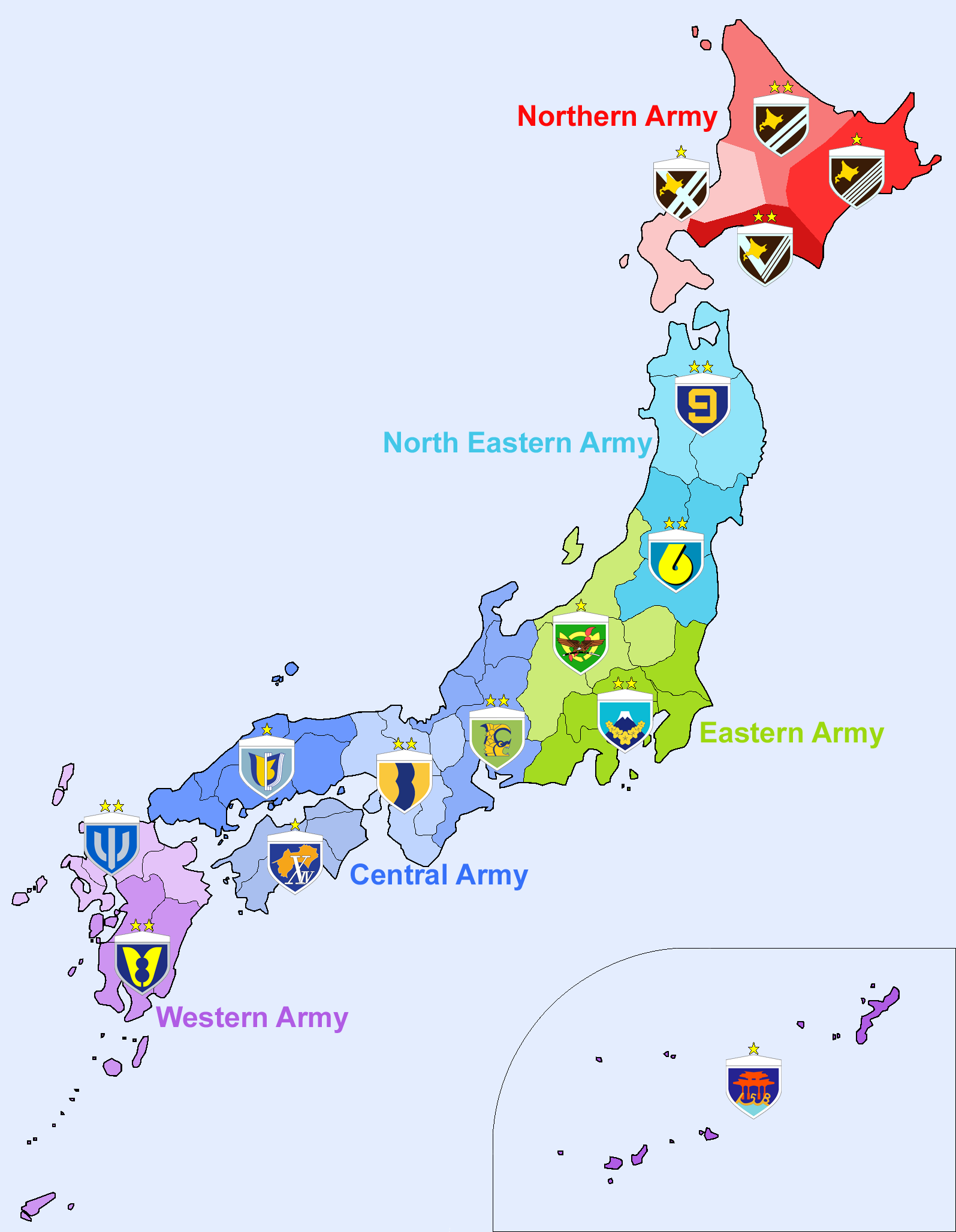
Disposition des unités de combat de la JGSDF en 2011. Les brigades ont une étoile, les divisions deux.

Au niveau régional, l'armée de terre est divisé en 5 zones (Nord, Nord-Est, Est, Centre, et Ouest).
La JGSDF se compose des unités suivantes tactiques [Quand ?]: 
- une division blindée (7e) ;
- huit divisions d'infanterie, chacune avec trois ou quatre régiments d'infanterie de la taille d'un bataillon ;
- six brigades d'infanterie (5e brigade , 11e brigade , 12e brigade , 13e brigade , 14e brigade, et la 15e brigade) ;
- une brigade aéroportée (1re brigade aéroportée) ;
- quatre combinés (formation) brigades ;
- une brigade de formation ;
- deux brigade d'artillerie ;
- deux brigades de défense aérienne ;
- quatre brigades d'ingénieurs ;
- une brigade d'hélicoptères avec vingt-quatre escadrons d'hélicoptères et deux pelotons antichar.

### Commandement major
- Le commandement de la composante terrestre

Ce quartier général est établi formellement le 27 mars 2018. Il correspond à un groupe d'armée et il assume le commandement unifié des cinq armées en cas d'incident. Comprenant 180 personnes, son siège est au Camp Asaka (en) dans la banlieue nord-ouest de Tokyo.

### Les armées (corps d'armée)
- Armée Nord (en), basée à Sapporo, Hokkaidō
- Armée Nord Est (en), basée à Sendai, Miyagi
- Armée Est (en), basée à Nerima, Tokyo
- Armée Central (en), basée à Itami, Hyōgo
- Armée Ouest (en), basée à Kumamoto, Kumamoto

Autres unités 
- D'autres unités et organisations 
  - Commande de contrôle des matériaux
  - Groupe de recherche & développement
  - Brigade de transmissions
  - Police militaire
  - Renseignement du Commandement militaire
  - Commandement de renseignement
  - Collège du personnel au sol
  - École des officiers-aspirants
  - Autres

### Les divisions
Les neuf divisions en activité en 2017 ont un effectif allant de 6 000 à 9 000 personnes. Elles ont toutes été activées en 1962. Voici leur stationnement en 2011 :
- 1re division (en), à Nerima.
- 2e division (en), à Asahikawa.
- 3e division (en), à Itami.
- 4e division (en), à Kasuga.
- 6e division (en), à Higashine.
- 7e division (en) (blindée), à Chitose.
- 8e division (en), à Kumamoto.
- 9e division (en), à Aomori.
- 10e division (en), à Nagoya.

### Les brigades
Les six brigades en activité en 2017 ont un effectif allant de 3 000 à 4 000 personnes. Elles ont toutes été activées en 1999.
- 5e brigade (en), à Obihiro.
- 11e brigade (en), à Sapporo.
- 12e brigade (en), à Shintō (Gunma).
- 13e brigade (en), à Kaita
- 14e brigade (en), à Zentsūji
- 15e brigade (en), à Naha

Une septième est mise sur pied le 27 mars 2018. Son effectif en 2020 est de 2 400 personnes :
- brigade de déploiement rapide amphibie (en) , à Sasebo

## Entrainement
Depuis 1989, une formation de base pour les diplômés de l'académie du premier et second cycle a commencé dans la brigade de formation et d'une durée d'environ trois mois.

## Équipements principaux[Quand?]
| Type                                                     | Modèle                       | Origine        | Nombre initial Nombre en service | Photo         | Remarques |
| Char d'assaut                                            | Char d'assaut                | Char d'assaut  | Char d'assaut                    | Char d'assaut | Char d'assaut |
| -------------------------------------------------------- | ---------------------------- | -------------- | -------------------------------- | ------------- | --- |
| Char d'assaut                                            | Type 10                      | Japon          | 145 106                          |               | Second char principale japon, il remplace avec le Type 16, le Type 74. Commande, : - 13 en 2010 - 13 en 2011 - 13 en 2012 - 14 en 2013 - 13 en 2014 - 10 en 2015 - 6 en 2016 - 6 en 2017 - 5 en 2018 - 6 en 2019 - 12 en 2020 - 6 en 2022 - 6 en 2023 - 10 en 2024 - 12 en 2025 |
| Char d'assaut                                            | Type 90                      | Japon          | 341 258                          |               | Char principale depuis le retrait du Type 74 du service en mai 2024. Il remplace le char Type 61 et une partie de Type 74. Commande : - 30 en 1990 - 26 en 1991 - 20 en 1992 - 20 en 1993 - 20 en 1994 - 20 en 1995 - 18 en 1996 - 18 en 1997 - 17 en 1998 - 17 en 1999 - 18 en 2000 - 18 en 2001 - 18 en 2002 - 17 en 2003 - 15 en 2004 - 12 en 2005 - 11 en 2006 - 9 en 2007 - 9 en 2008 - 8 en 2009 |
| Véhicule blindé à roues de reconnaissance et d'appui-feu |                              |                |                                  |               | |
| Véhicule blindé à roues de reconnaissance et d'appui-feu | Type 16                      | Japon          | 235 156                          |               | Commande : - 36 en 2016 - 33 en 2017 - 18 en 2018 - 22 en 2019 - 33 en 2020 - 22 en 2021 - 33 en 2022 - 18 en 2023 - 19 en 2024 - 15 en 2025 |
| Véhicule anti-chars                                      |                              |                |                                  |               | |
| Véhicule léger chasseur de chars                         | 中距離多目的誘導弾           | Japon          |                                  |               | Véhicule anti-chars basé sur Toyota Mega Cruiser armé de missiles 中距離多目的誘導弾 (Missile guidé polyvalent à moyenne portée). Il y aurait 119 lanceurs achetés, mais rien n'est précisé si c'est le véhicule ou le missile transportable par l'infanterie. |
| Véhicule de combat d'infanterie                          |                              |                |                                  |               | |
| Véhicule de combat d'infanterie                          | Type 24 ICV                  | Japon          | 42 0                             |               | Commande : - 24 en 2024 - 18 en 2025 |
| Véhicule de combat d'infanterie                          | Type 89                      | Japon          | 68 68                            |               | Véhicule de combat d'infanterie standard de la JGSDF. Commande : - 8 en 1989 - 9 en 1990 - 9 en 1991 - 6 en 1992 - 7 en 1993 - 6 en 1994 - 7 en 1995 - 3 en 1996 - 3 en 1997 - 2 en 1998 - 2 en 1999 - 2 en 2000 - 1 en 2001 - 1 en 2002 - 1 en 2003 - 1 en 2004 |
| Véhicule de transport de troupes                         |                              |                |                                  |               | |
| Véhicule de transport de troupes                         | Patria AMVXP                 | Finlande Japon | 810 0                            |               | En 2019, le 防衛装備庁ぼうえいそうびちょう(Agence pour l'acquisition, la technologie et la logistique) a interrompu le développement du Blindé à roues amélioré, qui était en cours de développement pour remplacer le Type 96. L'Agence lance alors, un appel d'offres, trois véhicules sont répondent présent qui sont les suivant ; - Patria AMV - LAV 6 - Un transport de troupes basé sur le Type 16Le 9 décembre 2022, le ministère de la Défense a annoncé que le prochain véhicule blindé à roues serait le Patria AMV qui a été cité comme supérieur en termes de performances de base et de coût par rapport à Mitsubishi,. Le 31 août 2023, l'Agence a annoncé dans son « État actuel des équipements de gestion de projet, etc. » que la quantité d'acquisition de véhicules blindés à roues AMV était de 810 véhicules (y compris les dérivés) et que la durée de vie opérationnelle de chaque véhicule était de 20 ans. Le 1er septembre 2023, Patria a annoncé avoir signé un accord de production de licence pour Patria AMVXP avec Japan Steel Works,. Commande : - 26 en 2023 - 28 en 2024 - 28 en 2025 |
| Véhicule de transport de troupes                         | Bushmaster                   | Australie      | 8 8                              |               | À la suite de la prise d'otages en Algérie le 16 janvier 2013, qui a fait 10 victimes japonaises, le gouvernement japonais a modifié la loi sur les forces d'autodéfense, le 15 novembre de la même année afin d'autoriser le transport terrestre de ressortissants japonais par la JGSDF. Cela nécessitait des véhicules capables d'effectuer des missions de transport sous la menace d'EEI. Le ministère de la Défense a donc décidé d'acheter des Bushmaster en 2014,. Commande : - 4 en 2013 - 4 en 2016 |
| Véhicule blindé de transport de troupes                  | Type 96                      | Japon          | 381 381                          |               | Véhicule de transport de troupes fabriqué par Komatsu Manufacturing Co., entré en service en 1996 pour remplacer le Type 73. Une version surblindé pour résister au tir de mitrailleuse de gros calibre existe, elle se nomme Type 96 (type II). Commande : - 17 en 1996 - 29 en 1997 - 26 en 1998 - 28 en 1999 - 28 en 2000 - 29 en 2001 - 15 en 2002 - 31 en 2003 - 14 en 2004 - 15 en 2005 - 20 en 2006 - 17 en 2007 - 20 en 2008 - 16 en 2009 - 17 en 2010 - 11 en 2011 - 13 en 2012 - 11 en 2013 - 16 en 2014 - 8 en 2015 |
| Automitrailleuse                                         | 軽装甲機動車                 | Japon          | 1 835 1 835                      |               | Le 軽装甲機動車 (Véhicule blindé léger), ne porte pas de nom officiel, cependant il est souvent appelé par le nom de son constructeur Komatsu. Le véhicule est utilisé comme un Jeep, un véhicule à tout faire. Commande : - 102 en 2001 - 149 en 2002 - 150 en 2003 - 157 en 2004 - 160 en 2005 - 180 en 2006 - 173 en 2007 - 180 en 2008 - 180 en 2009 - 93 en 2010 - 56 en 2011 - 49 en 2012 - 78 en 2013 - 73 en 2014 - 38 en 2015 - 8 en 2016 - 9 en 2017 |
| Véhicule blindé de transport de troupes                  | Type 73                      | Japon          | 1 835 338                        |               | Véhicule de transport de troupes chenillé fabriqué par Komatsu Manufacturing Co., entré en service en 1973 afin de remplacer le Type 60. |
| Véhicule amphibie de débarquement chenillé               | AAV7A1 RAM/RS                | États-Unis     | 58 52                            |               | Les AAV7A1 de la JGSDF ont reçu des modifications, l'ajout de feux de navigation et d'une sirène. Commande : - 4 en 2013 - 2 en 2014 - 30 en 2015 - 11 en 2016 - 11 en 2017 |
| Véhicule de reconnaissance                               |                              |                |                                  |               | |
| Véhicule de reconnaissance                               | 共通戦術装輪車 (Type 25 RCV) | Japon          | 6 0                              |               | Véhicule apparu sur les réseaux sociaux en 2023, grâce au spotter japonais,. Le véhicule est basé sur le Type 16 comme le véhicule de combat d'infanterie Type 24 ICV ci-dessus. En 2025, le véhicule prends la désignation 25式偵察警戒車 (Type 25 Reconnaissance and Combat Vehicle ou juste RCV). Commande : - 6 en 2025 |
| Véhicule de reconnaissance                               | Type 87                      | Japon          | 111 111                          |               | Véhicule de reconnaissance basé sur le Type 82. Commande : - 16 en 1987 - 15 en 1988 - 16 en 1989 - 16 en 1990 - 8 en 1991 - 4 en 1992 - 4 en 1993 - 4 en 1994 - 4 en 1995 - 1 en 1996 - 1 en 1997 - 1 en 1998 - 1 en 1999 - 2 en 2000 - 1 en 2001 - 1 en 2002 - 1 en 2003 - 1 en 2004 - 1 en 2005 - 3 en 2006 - 1 en 2007 - 2 en 2008 - 1 en 2009 - 2 en 2010 - 1 en 2011 - 1 en 2012 - 1 en 2013 |
| Véhicule de reconnaissance NBC                           | 化学防護車                   | Japon          | 47                               |               | Le 化学防護車 est un véhicule de reconnaissance NBC sur base de Type 82. Commande : - 1 en 1985 - 2 en 1986 - 2 en 1987 - 3 en 1988 - 3 en 1989 - 2 en 1990 - 1 en 1991 - 1 en 1992 - 1 en 1993 - 1 en 1994 - 2 en 1995 - 1 en 1996 - 2 en 1997 - 1 en 1998 - 1 en 1999 - 3 en 2000 - 2 en 2001 - 2 en 2002 - 2 en 2003 - 2 en 2004 - 2 en 2005 - 2 en 2006 - 1 en 2007 - 3 en 2008 - 4 en 2009 |
| Véhicule de reconnaissance NBC                           | NBC偵察車                    | Japon          | 19                               |               | Véhicule de reconnaissance NBC. Commande : - 3 en 2010 - 11 en 2011 - 2 en 2013 - 2 en 2014 - 1 en 2015 |
| Véhicule de commandement                                 |                              |                |                                  |               | |
| Véhicule blindé poste de commandement                    | Type 82                      | Japon          | ~231 187                         |               | Le Type 82 est le premier véhicule à roues japonais depuis la seconde guerre mondiale. Le véhicule est utilisé comme poste de commandement au sein de la JGSDF. Le véhicule est fabriqué par Mitsubishi. Commande : - 15 en 1984 - 18 en 1985 - 22 en 1986 - 22 en 1987 - 22 en 1988 - 16 en 1989 - 24 en 1990 - 16 en 1991 - 11 en 1992 - 10 en 1993 - 10 en 1994 - 10 en 1995 - 2 en 1996 - 3 en 1997 - 1 en 1998 - 1 en 1999 |

| Type          | Modèle  | Origine | Nombre | Photo | Notes                                                   |
| ------------- | ------- | ------- | ------ | ----- | ------------------------------------------------------- |
| Char d'assaut | Type 74 | Japon   |        |       | Le Type 74 fut mis en stockage entre mai et août 2024,. |

| Type                             | Modèle                      | Origine          | Nombre | Photo | Notes |
| -------------------------------- | --------------------------- | ---------------- | ------ | ----- | --- |
| Véhicule de transport de troupes | Mowag Eagle V Thales Hawkei | Suisse Australie | 2 000  |       | Le 防衛省 (ministère de la Défense) a acquis des Hawkei de Thales et des Eagle de General Dynamics Land Systems pour des essais dans le cadre de l'acquisition d'un nouveau véhicule blindé à roues afin de remplacer les 軽装甲機動車 (Véhicule blindé léger),. |

| Type                      | Modèle                             | Origine                                     | Nombre initial Nombre en service | Photo            | Notes |
| Canon automoteur          | Canon automoteur                   | Canon automoteur                            | Canon automoteur                 | Canon automoteur | Canon automoteur |
| ------------------------- | ---------------------------------- | ------------------------------------------- | -------------------------------- | ---------------- | --- |
| Canon automoteur          | Type 99                            | Japon                                       | 136 136                          |                  | Le Type 99 fut développé entre 1985 et 1994, il a été fait pour remplacer les Type 75. La production du prototype fut achevée en 1992, les tests furent achevés en 1998. Les quatre premiers véhicules furent livrés aux troupes en 1999. Commande : - 4 en 1999 - 7 en 2000 - 6 en 2001 - 7 en 2002 - 8 en 2003 - 8 en 2004 - 7 en 2005 - 7 en 2006 - 8 en 2007 - 8 en 2008 - 8 en 2009 - 9 en 2010 - 6 en 2011 - 6 en 2012 - 6 en 2013 - 6 en 2014 - 6 en 2015 - 6 en 2016 - 6 en 2017 - 7 en 2018 |
| Canon automoteur          | Type 19                            | Japon                                       | 58 7                             |                  | Le Type 19 est un canon automoteur sur camion RMMV HX 6x6 armé du canon de 155 mm FH70. Commande : - 7 en 2019 - 7 en 2020 - 7 en 2021 - 7 en 2022 - 16 en 2024 - 14 en 2025 |
| Lance-roquettes multiple  |                                    |                                             |                                  |                  | |
| Lance-roquettes multiple  | M270                               | États-Unis                                  | 99 39                            |                  | Le M270 est entré dans la JGSDF en 1992. La division aérospatiale de Nissan Motor a produit le véhicule sous licence, Toshiba a développé l'équipement de traitement des informations. Le véhicule devrait être retiré du service en 2029. Commande : - 9 en 1992 - 9 en 1993 - 9 en 1994 - 9 en 1995 - 9 en 1996 - 9 en 1997 - 9 en 1998 - 9 en 1999 - 9 en 2000 - 9 en 2001 - 3 en 2002 - 3 en 2003 - 3 en 2004                                                                                    |
| Mortier autoporté         |                                    |                                             |                                  |                  | |
| Mortier autoporté         | 24式機動120mm迫撃砲 (Type 24 MMCV) | Japon                                       | 16 8                             |                  | Véhicule apparu sur les réseaux sociaux en 2023, grâce au spotter japonais. Le véhicule est basé sur le Type 16 comme le véhicule de combat d'infanterie Type 24 ICV et le véhicule de reconnaissance Type 25 RCV ci-dessus. Il est équipé du mortier français 2R2M de 120mm. Commande : - 8 en 2024 - 8 en 2025 |
| Canon d'artillerie tracté |                                    |                                             |                                  |                  | |
| Canon d'artillerie tracté | FH70                               | Royaume-Uni - Italie - Allemagne de l'Ouest | 492 220                          |                  | En 1983, le FH70 est entré en service en raison de sa facilité d'utilisation et de maintenance (entretien) et de son faible prix, afin de succéder l'obusier de 155 mm M1 et de l'obusier de 105 mm M2A1. L'防衛装備庁ぼうえいそうびちょう(Agence pour l'acquisition, la technologie et la logistique) lui a donné le surnom サンダーストーン (orage en français). |
| Mortier                   |                                    |                                             |                                  |                  | |
| Mortier de 81 mm          | L16 81mm mortar                    | Royaume-Uni Japon                           |                                  |                  | La JGSDF l'a adopté au début des années 90, en tant que successeur du mortier de 81 mm Type 64. Le L16 est produit sous licence par HOWA Industries. |
| Mortier de 120 mm         | MO 120 RT                          | France Japon                                |                                  |                  | Le MO 120 RT fut adopté en 1992, en tant que successeur du mortier de 107 mm M2. Le MO 120 RT est produit sous licence par HOWA Industries. |
| Mortier de 60 mm          | M6C-640T                           | Autriche                                    |                                  |                  | [ 42 ] |

| Type                               | Modèle              | Origine    | Quantité | Remarques                               |
| ---------------------------------- | ------------------- | ---------- | -------- | --------------------------------------- |
| Missile sol-air moyenne portée     | Type-03 Chu-SAM     | Japon      | 48       | Portée 50 km                            |
| Missile sol-air moyenne portée     | Type-03 Chu-SAM Kai | Japon      | 4        |                                         |
| Missile sol-air moyenne portée     | MIM-23B I-Hawk      | États-Unis | 78       | Portée 35 km                            |
| Missile sol-air courte portée      | Type-11 Tan-SAM     | Japon      | ~ 44     | Portée 10-15 km                         |
| Missile sol-air très courte portée | Type-81 Tan-SAM     | Japon      | 46       | Portée 14 km                            |
| Missile sol-air très courte portée | Type-93 Kin-SAM;    | Japon      | 91       |                                         |
| MANPADS                            | Type 91 (en)        | Japon      |          |                                         |
| MANPADS                            | FIM-92 Stinger      | États-Unis |          | En cours de remplacement par le Type-91 |
| Canon anti aérien automoteur       | Type-87             | Japon      | 52       | 35 mm                                   |

### Aéronefs
| Type                                  | Modèle                                      | Origine          | Nombre initial Nombre en service | Photo | Notes |
| Avion                                 | Avion                                       | Avion            | Avion                            | Avion | Avion |
| ------------------------------------- | ------------------------------------------- | ---------------- | -------------------------------- | ----- | --- |
| Avion de reconnaissance et de liaison | LR-2                                        | États-Unis       | 9 8                              |       | La première machine a été livrée le 22 janvier 1999. Un appareil fut perdu lors d'un crash à 3000 pieds d'altitude (914.4 mètre) tuant les quatre membres d'équipages. |
| Tiltrotor                             |                                             |                  |                                  |       | |
| Avion de transport militaire V/STOL   | Bell Boeing V-22B Block C Osprey            | États-Unis       | 17 14                            |       | Le 5 mai 2015 le DSCA approuve l'achat de 17 V-22B Block C au japon pour une valeur de 3 milliards de dollars américains (360 milliards de yens),. |
| Hélicoptère                           |                                             |                  |                                  |       | |
| Hélicoptère d'attaque                 | AH-1S                                       | États-Unis Japon | 90 48                            |       | [ 48 ] |
| Hélicoptère d'attaque                 | AH-64DJP                                    | Japon            | 13 12                            |       | 60 hélicoptères furent commandés, mais en 2007, Boeing annonça la fin de production de l'AH-64D, rendant impossible la production sous licence par Fuji Heavy Industries. Seuls 13 appareils furent fabriqués,. Un appareil fut perdu lors d'un crash tuant les deux membres d'équipages le 5 février 2018.                       |
| Hélicoptère de reconnaissance         | Kawasaki OH-1                               | Japon            | 34 33 ou 34                      |       | 34 appareils furent construits afin de remplacer l'OH-6, le premier fut livré en 2000 . Un appareil fut perdu ou endommagé durant un crash dans l'océan, le 17 février 2015. L'hélicoptère fut récupéré . |
| Hélicoptère de manœuvre et d'assaut   | Bell UH-1J                                  | États-Unis Japon | 130 112                          |       | Version modifiée de l'UH-1H, il est en service depuis 1991. En 2024, la flotte est de 106 appareils. Un appareil fut perdu lors d'un crash le 21 juin 2019. |
| Hélicoptère de manœuvre et d'assaut   | Subaru UH-2                                 | Japon            | 55 7                             |       | Version améliorée du Bell 412EPI. Il effectue son premier vol en 2018,. Commande : - 6 appareils en 2019 - 20 appareils en 2021 - 13 appareils en 2023 - 16 appareils en 2024 pour une valeur de 52,6 milliards de yens (325 213 018€)                                                                                            |
| Hélicoptère de manœuvre et d'assaut   | Sikorsky et Mitsubishi UH-60JA Black Hawk   | États-Unis Japon | 40 39                            |       | L'acquisition a commencé avec le budget de 1995, 40 appareils furent commandés en 2013,. Un appareil fut perdu lors d'un crash en mer le 6 avril 2023, tuant les dix personnes à bord. Le nom officiel est Black Hawk, mais les soldats japonais le surnomment Rokumaru, ainsi que Kaikyu.                                        |
| Hélicoptère de manœuvre et d'assaut   | Boeing - Kawasaki CH-47J et CH-47JA Chinook | États-Unis Japon | 34 J + 69 JA = 103 50            |       | En 1995, 34 CH-47J (JG-52901 au JG-52934) avaient été introduits, à partir du 35 appareils ce fut des CH-47JA,. Un appareil fut perdu lors d'un crash sur le mont Amagi, le 30 mars 2007. |
| Hélicoptère de transport de VIP       | Eurocopter EC-225LP Super Puma Mk2+         | Union européenne | 4 3                              |       | La JGSDF disposent de trois hélicoptères pour le transport de la famille impériale, du Premier ministre et des invités d'État. Les hélicoptères sont dans 特別輸送ヘリコプター隊 (Unité d'hélicoptères de transport spécial), 第1ヘリコプター団 (1er Groupement d'hélicoptères). Un appareil fut perdu durant le tsunami de 2011. |

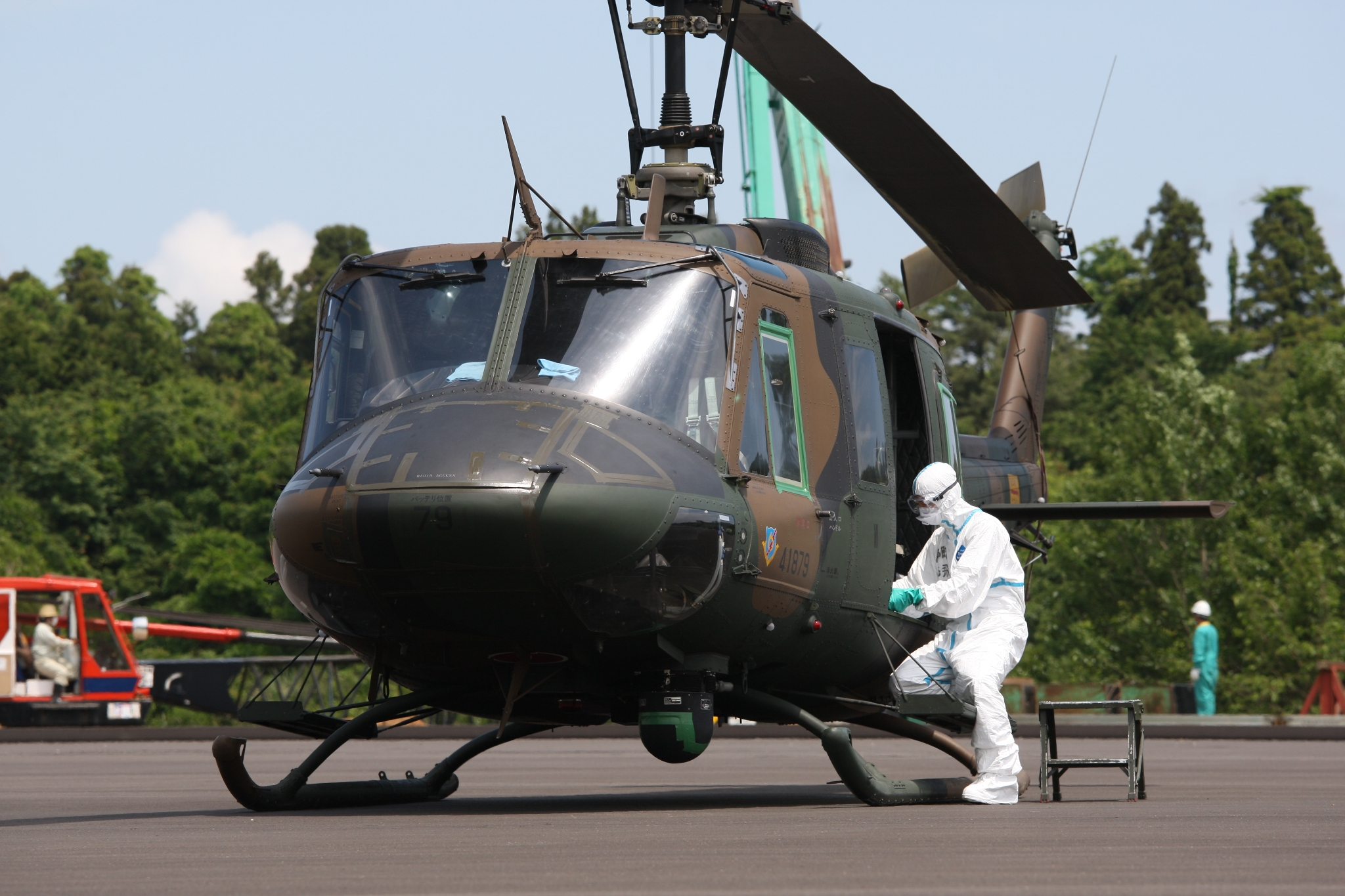
Décontamination d'un Fuji UH-1J de la force terrestre d'autodéfense japonaise utilisé pour les secours lors de l’accident nucléaire de Fukushima en 2011. Ce modèle est le dernier UH-1 produit au Japon. Il s'agit d'UH-1H avec un moteur plus puissant et un nez de UH-1N produit sous licence par Fuji Heavy Industries à 78 exemplaires entre 1993 et 1998.

| Hélicoptère d'entrainement            | Enstrom TH-480B                             | États-Unis       | 30                               |       | 30 appareils ont été achetés, un dans les budgets 2009 et 2010, pour remplacer les OH-6. Le premier appareil a été livré à l'usine de maintenance Jamco Sendai à l'aéroport de Sendai le 25 février 2011. Les derniers appareils furent livrés en 2015. Il rentre officiellement en service en 2013,.                             |

### Missile anticharetmissile antinavire
- Missile antichar Type 01 LMAT (en) (1 073)
- Missile antichar Type 79 Jyu-MAT (en)
- Missile antichar Type 87 Chu-MAT (en)
- Missile antinavire Type 88
- Missile multi-usages Type 96 MPMS
- Missile multi-usages Chū-MPMS (46)

### Autres véhicules
- Tracteur d'artillerie Hitachi Type 73 (en)
- Camionnette Mitsubishi Type 73
- Camion moyen Toyota Type 73 (en)
- Camion lourd Isuzu Type 73
- Véhicule Haute Mobilité Toyota (en)

### Armes légères
| Type                      | Modèle                                  | Calibre                  | Origine        | Nombre   | Photo    | Notes |
| Pistolet                  | Pistolet                                | Pistolet                 | Pistolet       | Pistolet | Pistolet | Pistolet |
| ------------------------- | --------------------------------------- | ------------------------ | -------------- | -------- | -------- | --- |
| Pistolet semi-automatique |                                         | 9×19mm Parabellum        | Allemagne      | 123      |          | Modèle inconnu, mais il est indiqué comme étant des SIG Sauer dans le contrat volontaire de 2007. Commande : - 40 pistolets en 2005 - 83 pistolets en 2006 - 83 pistolets en 2007 |
| Pistolet semi-automatique | H&K SFP9-M                              | 9×19mm Parabellum        | Allemagne      | 323      |          | Le SFP-9 fut sélectionné en 2019 face à ses concurrents Glock 17 et Beretta APX, la commande fut officialisée en 2020 pour 323 pistolets. |
| Pistolet-mitrailleur      |                                         |                          |                |          |          | |
| Pistolet-mitrailleur      | 9mm機関拳銃 (Pistolet mitrailleur 9 mm) | 9×19mm Parabellum        | Japon          |          |          | Pistolet mitrailleur introduit en 1999. Connu sous le nom 9mm機関拳銃, mais abrégé en M9 par le 防衛省 (ministère de la Défense), elle devait initialement remplacer les pistolets en 9mm. Commande : - 70 en 1999 - 100 en 2012 - 13 en 2013 - 56 en 2014 - 27 en 2015 |
| Personal defense weapon   |                                         | 4,6x30 mm Heckler & Koch | Allemagne      |          |          | On pense qu'il s'agit du MP7 de l'entreprise, car il est répertorié comme étant fabriqué par Heckler & Koch. |
| Fusil d'assaut            |                                         |                          |                |          |          | |
| Fusil d'assaut            | Howa Type 89                            | 5,56x45mm OTAN           | Japon          | 144,723  |          | La Type 89 est entrée en service en 1989, elle remplace la Type 64 qui était alors le fusil d'assaut standard des JGSDF. Commande, : - 1 803 en 1989 - 2 753 en 1990 - 4 418 en 1991 - 4 508 en 1992 - 3 390 en 1993 - 3 393 en 1994 - 3 356 en 1995 - 2 972 en 1996 - 2 735 en 1997 - 2 924 en 1998 - 3 308 en 1999 - 2 937 en 2000 - 2 800 en 2001 - 2 948 en 2002 - 3 397 en 2003 - 3 254 en 2004 - 7 084 en 2005 - 6 064 en 2006 - 6 424 en 2007 - 20 005 en 2008 - 10 012 en 2010 - 10 033 en 2011 - 9 513 en 2012 - 6 949 en 2013 - 6 726 en 2014 - 4 217 en 2015 - 3 000 en 2016 - 2 300 en 2017 - 1 500 en 2018 |
| Fusil d'assaut            | Howa Type 20                            | 5,56x45mm OTAN           | Japon          | 28,057   |          | En août 2014, la JGSDF lance un appel d'offres afin de remplacer une partie des Type 89. Différents manufacturiers répondent présents avec les fusils d'assaut suivants ; - Heckler & Koch G36 - Heckler & Koch 416 - FN Herstal SCAR - Steyr AUGLe 15 mai 2014, Howa a déposé une demande pour faire participer à l'appel d'offres avec un nouveau fusil,. Le ministère de la Défense réduit la sélection à trois armes qui sont les suivantes ; - Howa 5.56 - HK 416 - SCAR-L Le MdlD a annoncé le 6 décembre 2019 que l'Howa 5.56 avait été sélectionné. Commande : - 3 283 en 2020 - 3 342 en 2021 - 2 928 en 2022 - 8 577 en 2023 - 9 927 en 2024 |
| Mitrailleuse              |                                         |                          |                |          |          | |
| Mitrailleuse              | Type 62                                 | 7,62x51mm OTAN           | Japon          |          |          | Première mitrailleuse japonaise après la Seconde Guerre mondiale. Elle est la mitrailleuse standard de la JGSDF. |
| Mitrailleuse              | FN MINIMI Mk 1                          | 5,56x45mm OTAN           | Belgique Japon | 4 922    |          | La MINIMI est construite sous licence par Sumitomo Heavy Industries. Son nom au sein de la JGSDF est 5.56mm機関銃 MINIMI (Mitrailleuse de 5,56 mm MINIMI). La JGSDF a commencé à des MINIMI en 1993 pour remplacer la Type 62, il y a eu une nouvelle commande de 4 922 en 2017. En avril 2021, il a été annoncé que Sumitomo Heavy Industries se retirerait de la production. L'entreprise a l'intention de continuer à produire des pièces de maintenance et d'entretien pour les mitrailleuses,. En 2023, la MINIMI Mk3 a été sélectionné parmi le MINIMI Mk3 et le H&K MG4. L'approvisionnement se fera par le biais d'importations plutôt que par la production nationale. Il est prévu d'acquérir un total de 3 100 mitrailleuses. Elles remplaceront les MINIMI Mk 1 et Type 62,. |
| Fusil de précision        |                                         |                          |                |          |          | |
| Fusil de précision        | M24 Sniper Weapon System (SWS)          | 7,62x51mm OTAN           | États-Unis     | 1 304    |          | Le M24 est entré en service en 2002 pour remplacer le fusil de précision Type 64. Tous les M24 furent achetés grâce au Foreign Military Sales (FMS). La JGSDF utilise de type de lunette, la Mk.4 LR/T M3 et une lunette de vision nocturne fabriquée par Mitsubishi. Commande : - 64 en 2002 - 62 en 2003 - 72 en 2004 - 157 en 2005 - 164 en 2006 - 133 en 2007 - 111 en 2008 - 159 en 2008 - 105 en 2010 - 91 en 2011 - 49 en 2012 - 75 en 2013 - 50 en 2014 - 6 en 2017 - 6 en 2018 |

- Fusil lance-grenade Type 06 (en)
- Minebea PM-9 (en)
- Sumitomo MINIMI 5,56 mm Machine Gun (4 656)
- M24
- Sumitomo NTK-62
- Mitrailleuse Sumitomo M2  de 12,7 mm
- Lance-grenades automatique Howa Type 96 (en) de 40 mm
- Carabine Colt M4
- Carl Gustav M2
- Panzerfaust 3

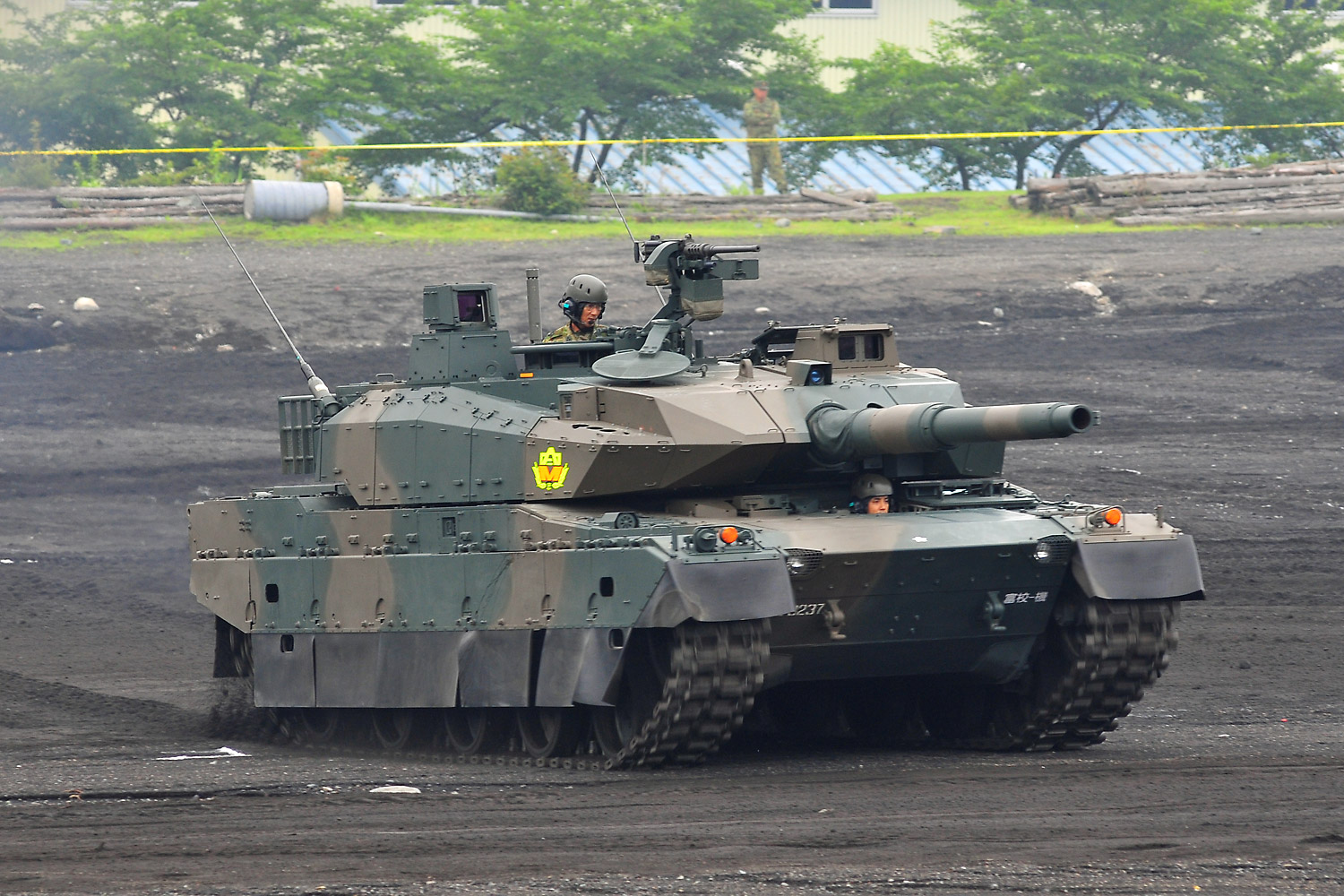
Char Type 10
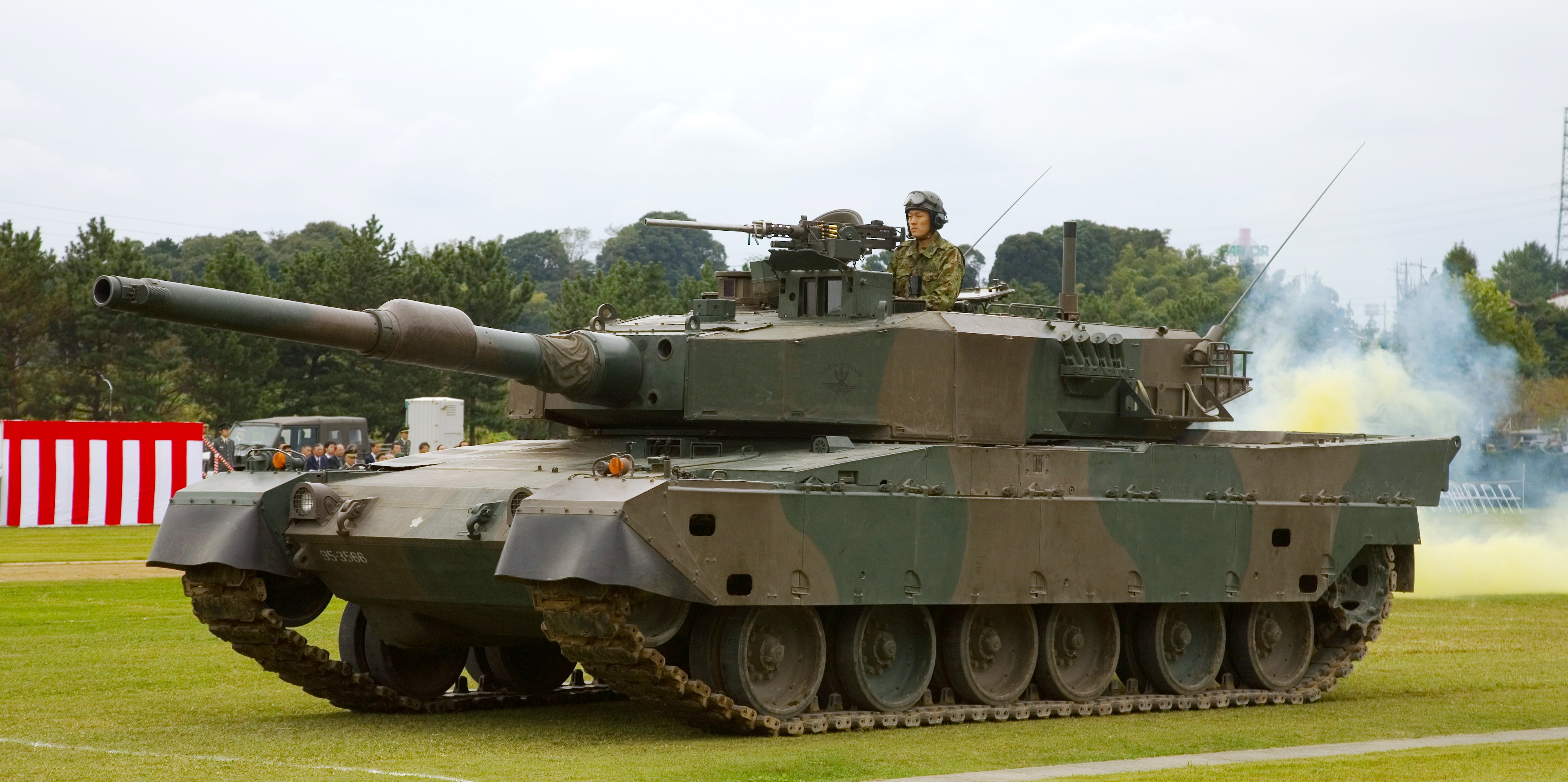
Char Type 90
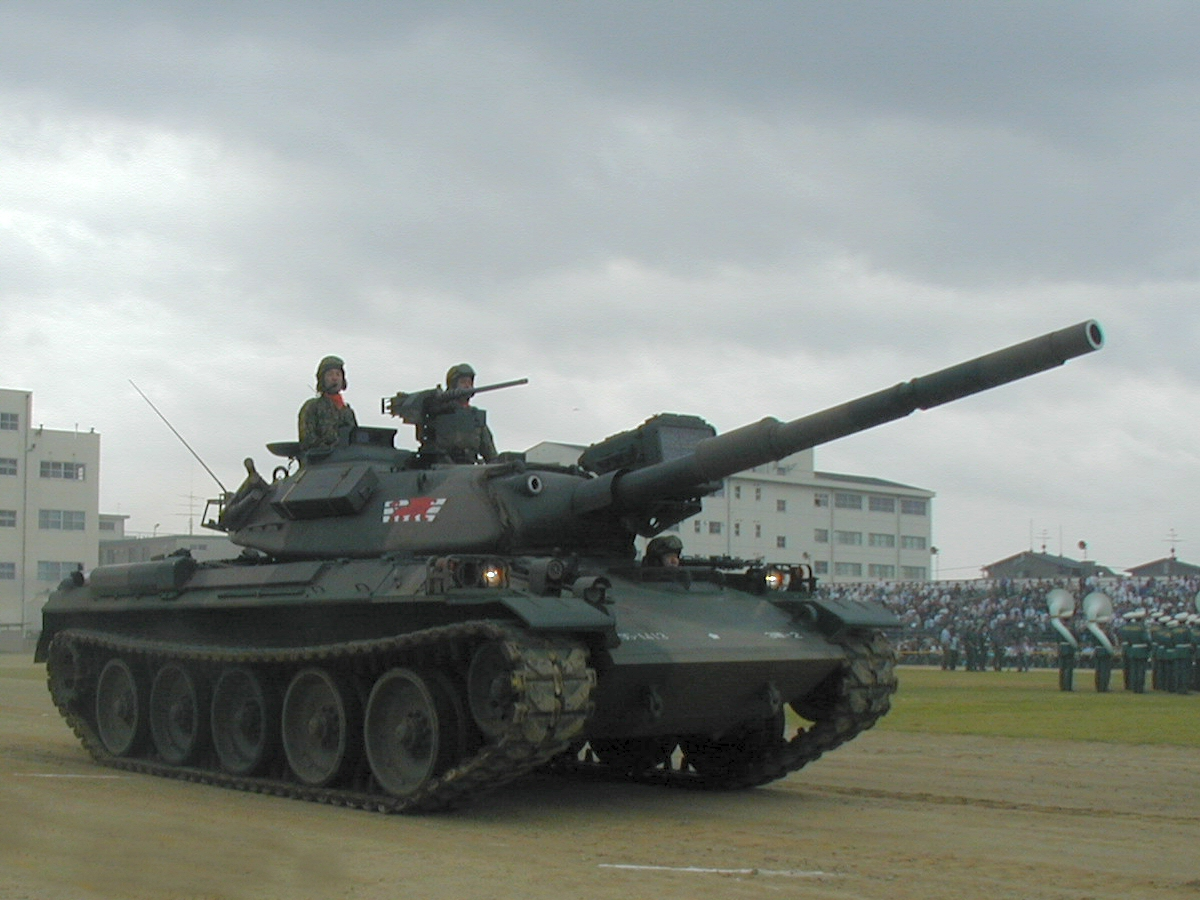
Char Type 74
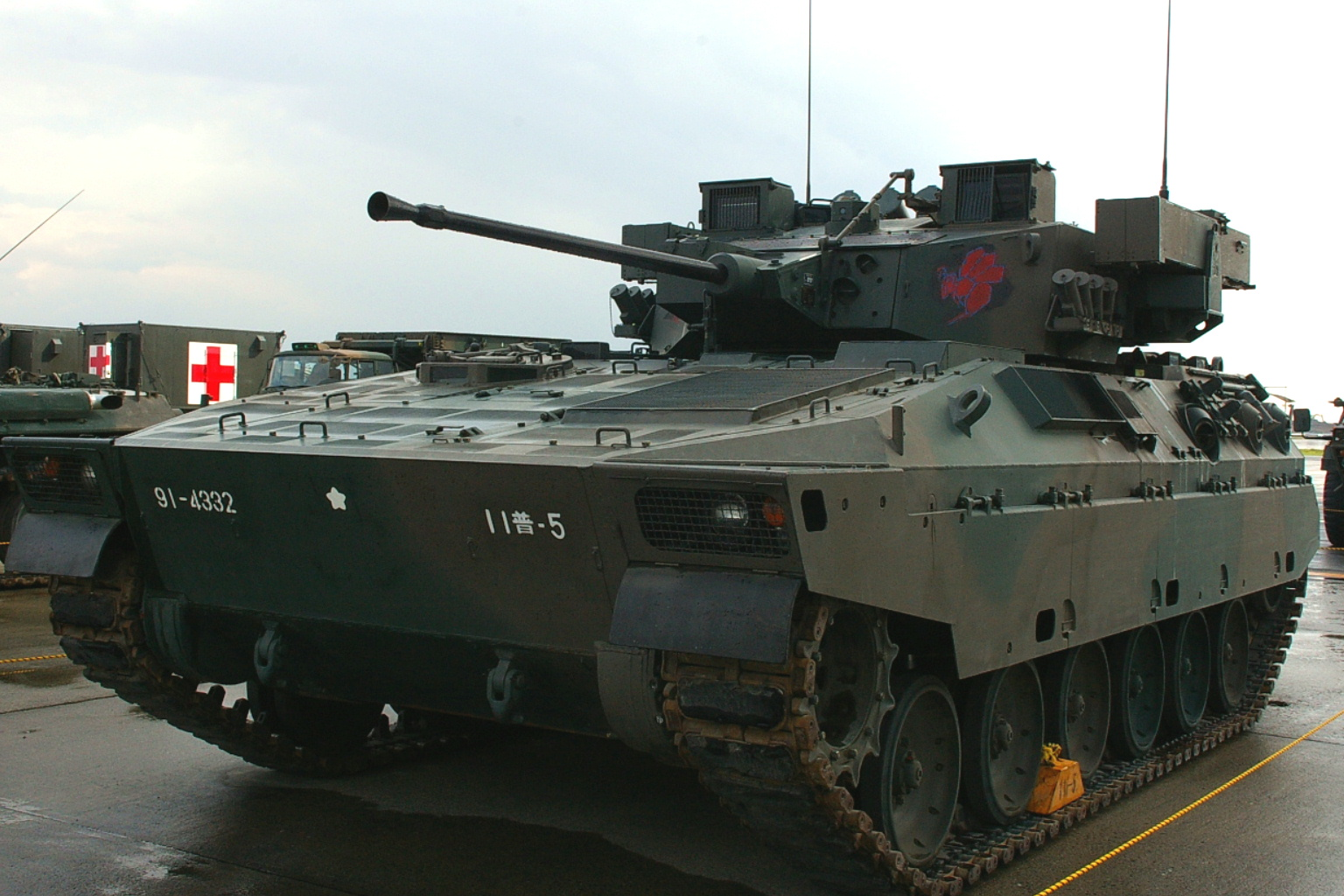
Véhicule de combat d'infanterie Type 89
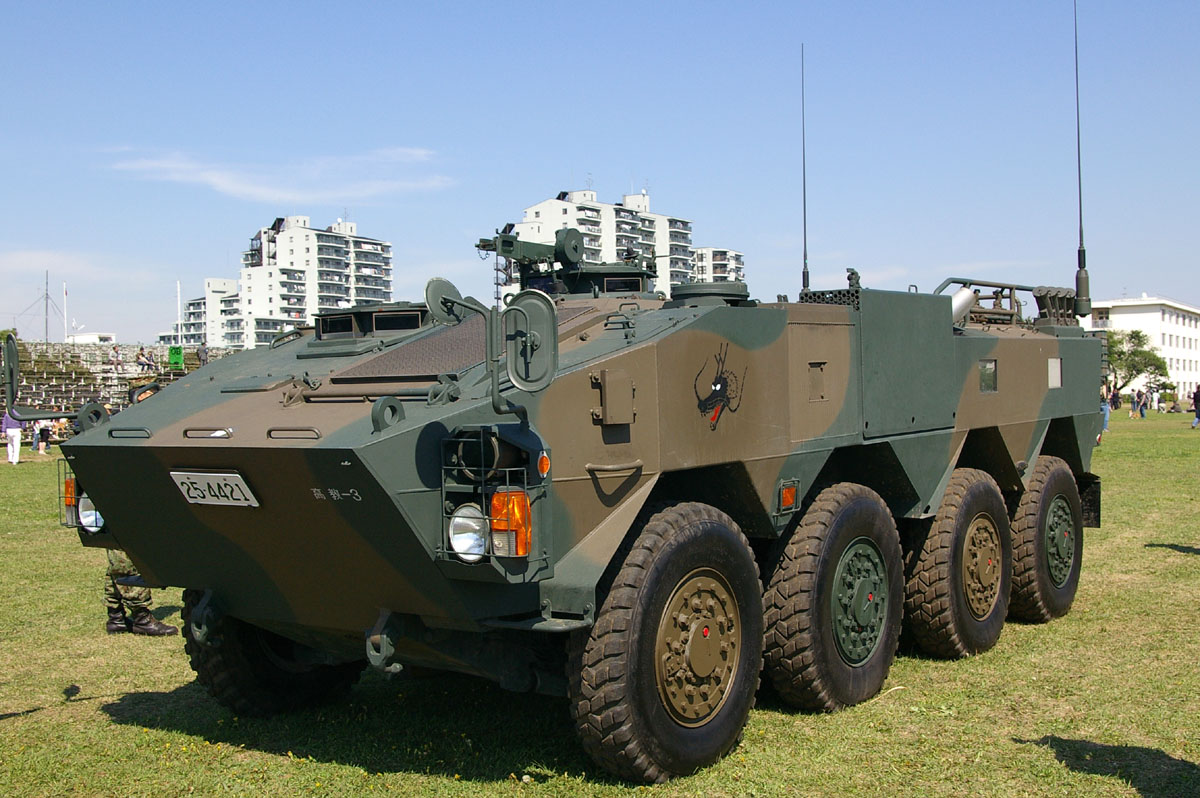
Véhicule de transport de troupes Type 96 (en)
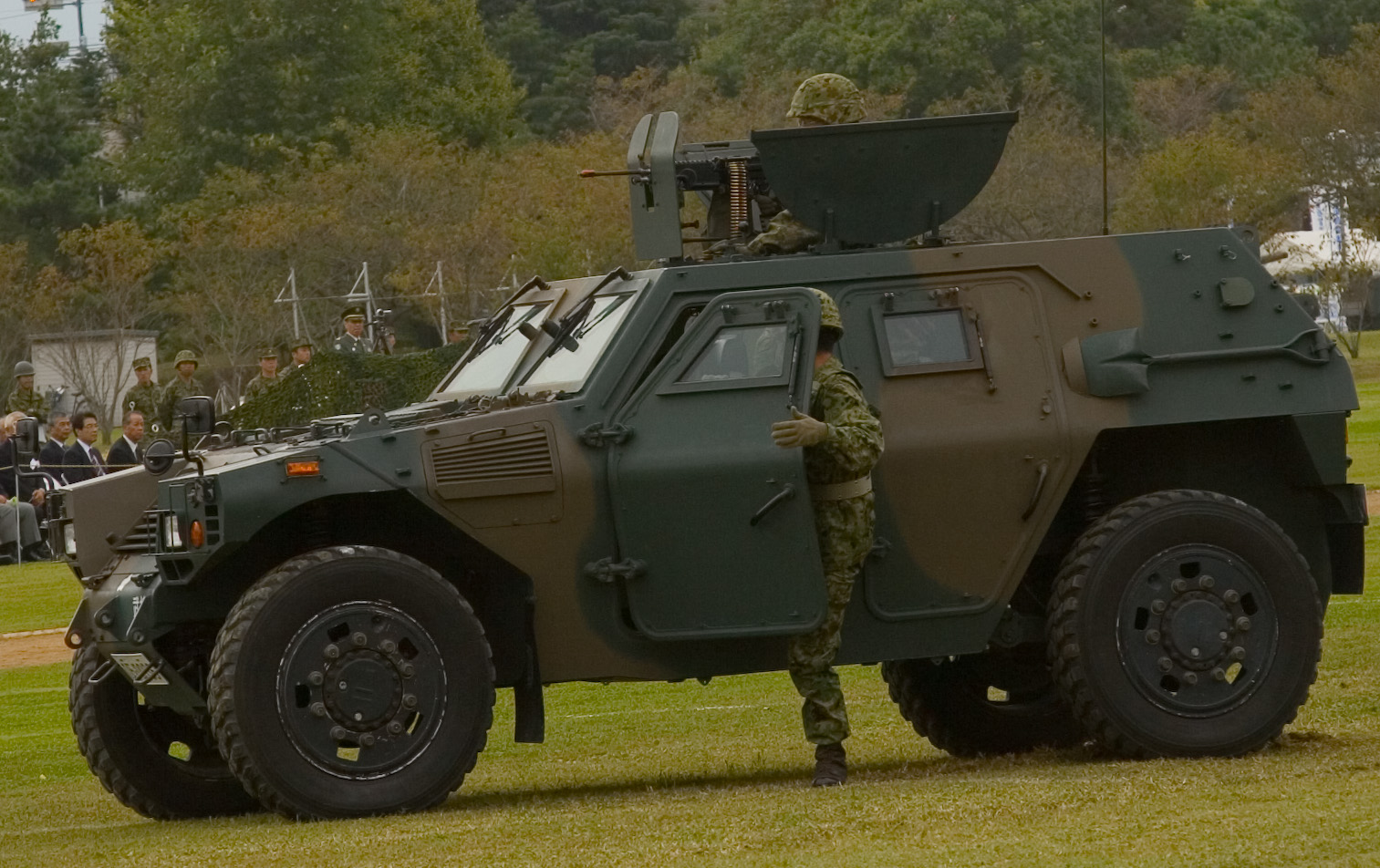
Komatsu LAV (en)
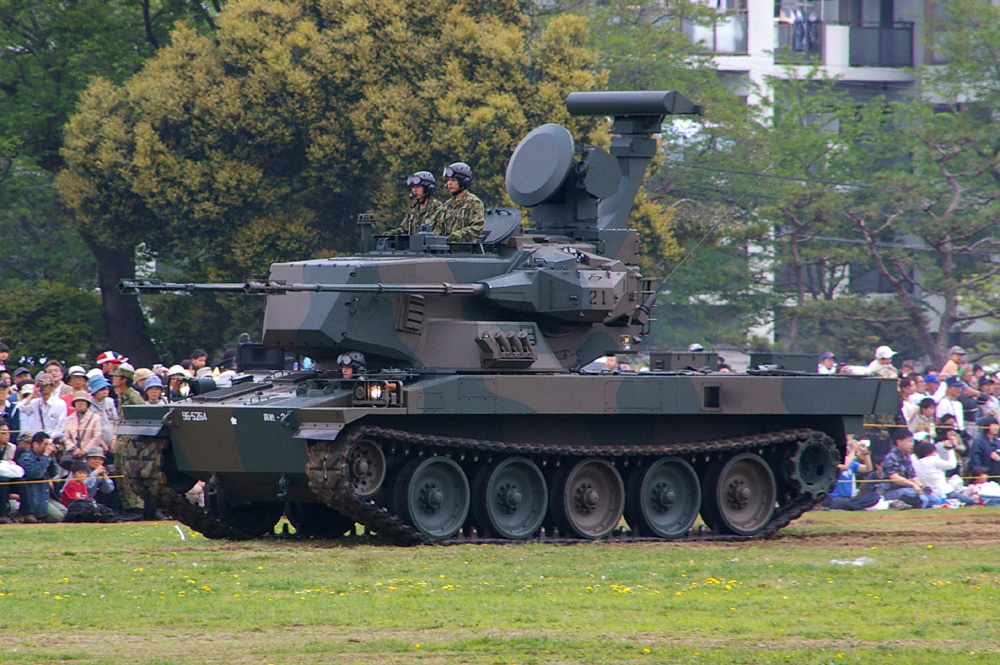
Véhicules de défense aérienne Type 87